# BIMサーバー
BIMサーバー（ビーアイエムサーバー）は、3次元建築設計CADのGRAPHISOFT ArchiCAD 13で導入された新しいチームワーク(Teamwork2.0)をサポートするのに必要なアプリケーション。

## 概要
BIMサーバーは複数のクライアントに高速の、同時アクセスを可能にするクライアントサーバーテクノロジーに基づいている。BIMサーバーはこのシステム内で、クライアントである複数のArchiCADからネットワークを通して接続される。BIMサーバーをインストールしたサーバーマシンには、共有されたArchiCADプロジェクトのデータベースが構築される。ArchiCADをインストールしたクライアントマシンからこのプロジェクトに参加すると、このプロジェクトのローカルコピーがクライアントマシン上に作成され、ユーザーは通常はそのローカルコピー上で設計作業を行うことになる。ユーザーがプロジェクトを変更し、送受信を行うとBIMサーバーはサーバーマシン上のデータベースとクライアント上のローカルコピーを比較し、変更があった要素のみを検出してデータ通信を行うので非常に高速なデータ処理が可能となる。
(http://www.bdcnetwork.com/blog/1340000734/post/2000050000.html 参照。)

## システム条件
最新の情報は次を参照: http://www.graphisoft.com/support/archicad/system_requirements/

### Macintosh
ソフトウェアMac OS X 10.5、10.6、Mac OS X Server 10.5
必須ハードウェアMactel: Macintosh® Intelプロセッサ付き。マルチコアCPUを推奨。
メモリーと空き容量2GBのRAMが必要複雑なモデルには4GB以上推奨。BIMサーバーのインストールには1GBのディスク空き容量が必要。プロジェクトごとに2-3GBのディスク空き容量が必要。

### Windows
ソフトウェア
- Microsoft Windows XP Pro、Vista Business/Enterprise/Ultimate Edition または Windows 7 Professional/Enterprise/Ultimate Edition
- Microsoft Windows Server 2003 または 2008

必須ハードウェアIntel Pentium 4、Intel Centrino、Intel Core Duo または互換CPU。マルチコア並びに2GHz以上を推奨。
メモリーと空き容量2GBのRAMが必要。複雑なモデルには4 GB以上を推奨。BIMサーバーのインストールには1GBのディスク空き容量が必要。プロジェクトごとに2-3GBのディスク空き容量が必要。

## 機能詳細
ユーザー
共有プロジェクトに参加するには、BIMサーバーの管理ツールであるBIMサーバーマネージャーで登録されたユーザー名とパスワードが必要になる。登録されたユーザーは各共有プロジェクトごとに割り当てられ、ArchiCADからこのユーザー名とパスワードを使用して共有プロジェクトに参加する。
複数のBIMサーバー
一つのネットワーク内に複数のBIMサーバーを存在させることができる。ArchiCAD側からは参加画面で、BIMサーバーの名前またはIPアドレスを指定して、希望するプロジェクトにいくつでも参加できる。ただしBIMサーバーをインストールできるのは1台のマシンに1つのBIMサーバーだけである。
共有プロジェクトデータ保存先
共有するプロジェクトデータの保存先はBIMサーバーをインストールしたサーバーマシン上のフォルダを指定しなければならない。ネットワーク上の別のマシンにプロジェクトデータを保存することは、ネットワークに多大な負荷をかけることになり、処理時間も飛躍的に増加してしまうためメーカーにより推奨されていない。
オフライン作業
一度共有プロジェクトに参加すると、クライアントマシン上にプロジェクトのローカルコピーが作成されるため、クライアントマシンがBIMサーバーのあるネットワークに接続していなくてもオフラインとして作業を進めることができる。例えは、設計者が帰宅してノートパソコンでオフラインで作業をし、翌日会社のサーバーマシン上のデータベースに変更を反映させるには、ネットワークに接続して送受信を行うだけである。